# پولمنتور کروزس
پولمنتور کروزس (انگلیسی: Pullmantur Cruises) شرکت گردشگری اسپانیایی است، که در سال ۲۰۰۰ تأسیس شد.